# L'abito bianco
L'abito bianco è una raccolta su musicassetta di Tommy Riccio, pubblicata dalla Power Sound nel 2000.

## Tracce
1. L'abito bianco
2. Ancora di più
3. Io pè tte
4. Ladri d'amore
5. Dove sei
6. Effetto introduzione
7. 'Na stanza (versione napoletana)
8. Voglio lei
9. E rieste ccà
10. Viene meno
11. Sto 'mpazzenno